# G8-Gipfel in Huntsville 2010

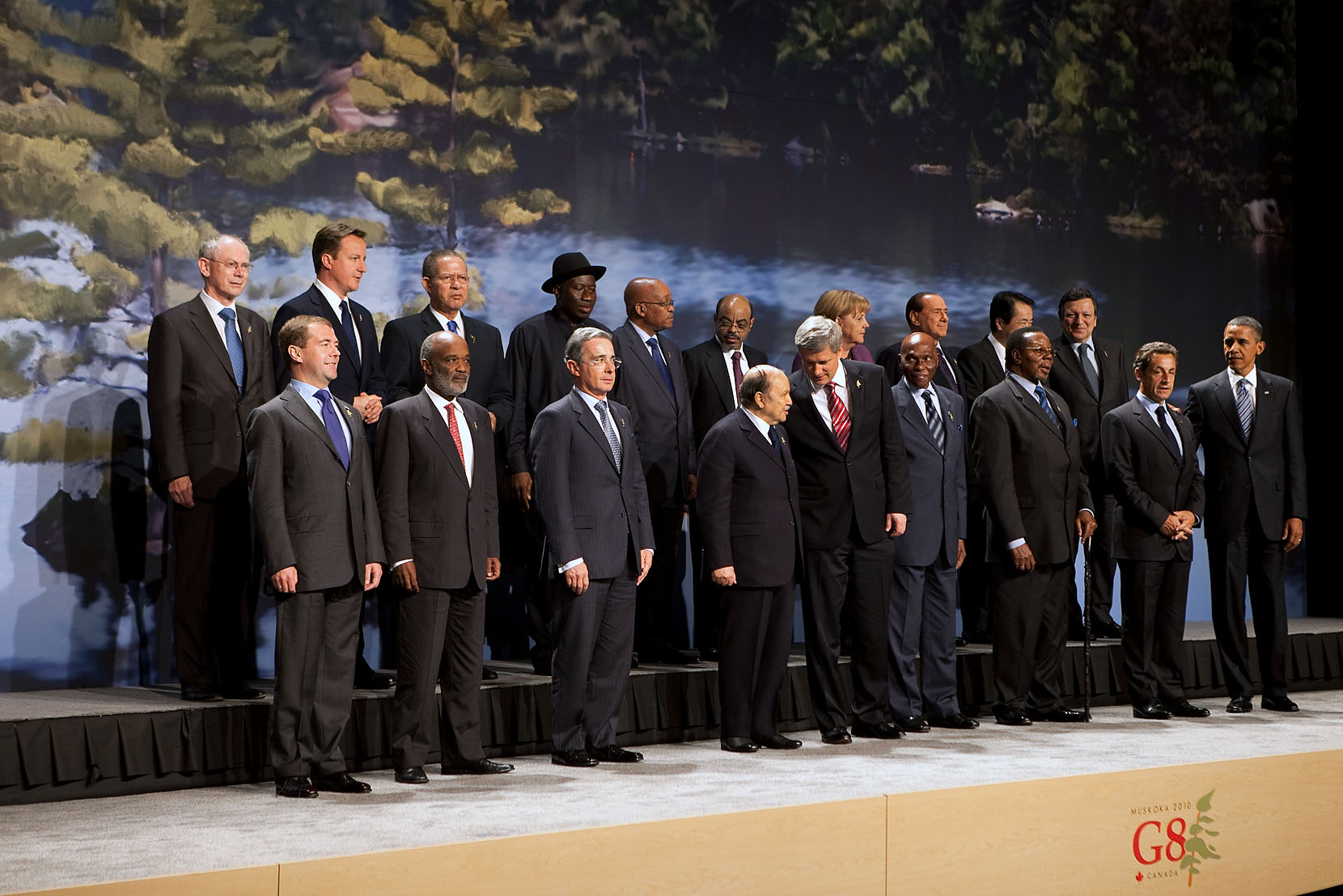
Teilnehmer des G8-Gipfels im Juni 2010

Der G8-Gipfel in Huntsville 2010 war das 36. Gipfeltreffen der Regierungschefs der Gruppe der Acht. Das Treffen fand unter kanadischer Präsidentschaft durch den Premierminister Stephen Harper am 25. und 26. Juni 2010 im Deerhurst Resort in Huntsville, einer Gemeinde in der Muskoka District Municipality in Ontario, Kanada, statt. Einen Tag später fand der G20-Gipfel in Toronto statt.
Es war seit 1976 der fünfte G8-Gipfel in Kanada. Die Örtlichkeiten der früheren Veranstaltungen in Kanada waren: Montebello, Quebec (1981); Toronto, Ontario (1988); Halifax, Nova Scotia (1995); und Kananaskis, Alberta (2002).
Die Teilnehmer der G8 reisten über den North Bay/Jack Garland Airport in North Bay, Ontario, an.

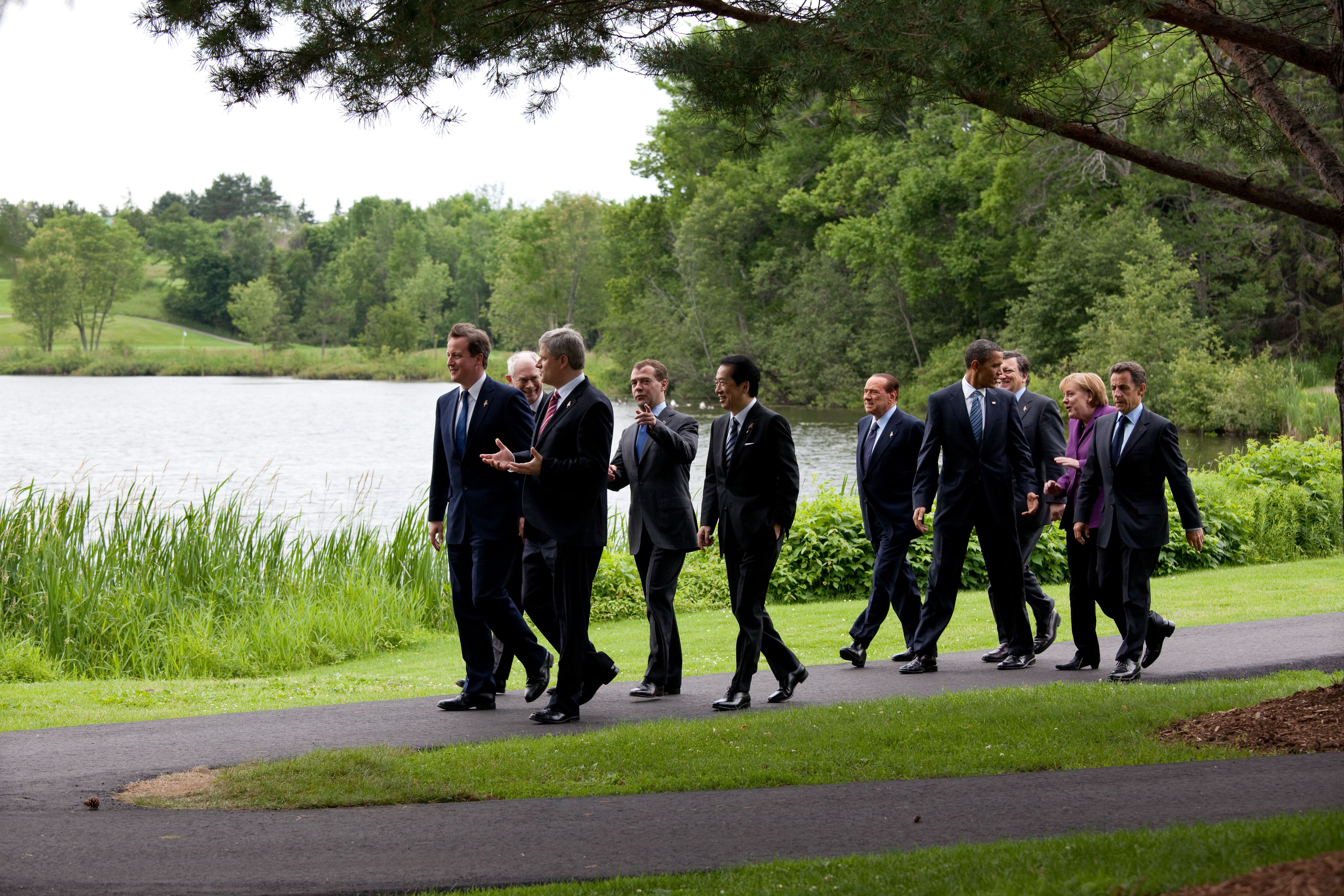
Teilnehmer des Gipfels beim Spaziergang (v. l. n. r.):
David Cameron, Herman Van Rompuy, Stephen Harper, Dmitri Medwedew, Naoto Kan, Silvio Berlusconi, Barack Obama, José Manuel Barroso, Angela Merkel, Nicolas Sarkozy.

## Themen

### Wirtschaftspolitik
Ein wichtiges Thema des Gipfeltreffens war die weitere globale Konjunkturentwicklung. In diesem Zusammenhang kam es zu Meinungsverschiedenheiten zwischen US-Präsident Barack Obama und Bundeskanzlerin Angela Merkel in der Frage, wie künftiges wirtschaftliches Wachstum gefördert werden solle. Während US-Präsident Obama sich dafür aussprach, die globale Konjunktur weiterhin mit neuen Schulden zu unterstützen, befürwortete Merkel Sparmaßnahmen zur Konsolidierung der Haushalte. Als Ziel nannte die Kanzlerin „intelligentes Sparen und Wachstum“. Zugleich betonte sie die Bereitschaft der EU-Staaten zu strukturellen Reformen, um die Krise zu überwinden. Zum befürchteten offenen Konflikt zwischen den USA und Europa in der Frage der Haushaltskonsolidierung kam es aber nicht, weil alle G8-Staaten die Notwendigkeit zum Defizitabbau im Grundsatz bestätigten. Über den Zeitplan konnten sich die G8-Staats- und Regierungschefs aber nicht verständigen. Eine zuvor von Merkel geforderte Bankenabgabe und Finanztransaktionssteuer war schon im Vorfeld des Gipfels am Widerstand einiger Länder, darunter Kanada und Russland, gescheitert. Merkel und Obama hatten gemeinsam gefordert, den Finanzsektor an den Kosten der Krise zu beteiligen. In einer Erklärung hatten sich auch die Industrie- und Handelskammern der 20 größten Industrienationen gegen die Einführung von Finanztransaktionssteuer und Bankenabgabe ausgesprochen.

### Außenpolitik
Zu den wichtigen außenpolitischen Themen zählten die Versenkung der südkoreanischen Korvette Cheonan durch Nordkorea
und das iranische Atomprogramm. Der Angriff Nordkoreas auf das südkoreanische Schiff mit 46 Toten, der zuvor durch eine internationale Untersuchungskommission bestätigt worden war, wurde von allen G8-Staats- und Regierungschefs verurteilt. In einer gemeinsamen Erklärung forderten die Politiker Nordkorea auf, sich „jeglicher Angriffe oder feindseligen Drohungen“ gegenüber seinem Nachbarn Südkorea zu enthalten. US-Präsident Obama erklärte, das unverantwortliche Vorgehen Nordkoreas müsse Konsequenzen haben. Die G8-Staats- und Regierungschefs äußerten auf dem Gipfel ihre Sorgen vor einer nuklearen Proliferation und nannten in diesem Zusammenhang Iran und Nordkorea als größte Bedrohungen. Sie forderten alle Staaten auf, die UN-Sanktionen gegen den Iran umzusetzen.

### Entwicklungspolitik
Zur Verringerung der weltweiten Mütter- und Kindersterblichkeit verständigten sich die G8-Staaten über ein Hilfspaket in Höhe von 5 Milliarden Dollar. Für diese sogenannte Muskoka-Initiative sagte Merkel aus Deutschland einen Beitrag von 500 Millionen Dollar zu. Zusagen über weitere 2,3 Milliarden wurden von privaten Organisationen und anderen Staaten gemacht. Internationale Hilfsorganisationen nannten die Zusagen unzureichend und kritisierten einzelne G8-Staaten für nicht eingehaltene Hilfszusagen von vergangenen Gipfeltreffen.